# Gastromyzon cornusaccus
Gastromyzon cornusaccus är en fiskart som beskrevs av Tan 2006. Gastromyzon cornusaccus ingår i släktet Gastromyzon och familjen grönlingsfiskar. Inga underarter finns listade i Catalogue of Life.